# ミア・カーシュナー
ミア・カーシュナー（Mia Kirshner, 1975年1月25日 - ）は、カナダの女優、作家。オンタリオ州トロント出身。

## 生い立ち
1975年1月25日、ユダヤ系ジャーナリストで「カナダ・ユダヤ人ニュース（CJN）」にも寄稿していたシェルドン・カーシュナーとブルガリア系ユダヤ人で教師のエティの娘として、カナダのオンタリオ州トロントで生まれた。カーシュナーの父親は1946年にドイツ・バートライヘンハルの避難民キャンプで生まれた後にイスラエルに移住し、ブルガリアのユダヤ人難民である彼女の母親に出会った。父方の祖父母はポーランド出身のユダヤ人であり、カーシュナーはホロコースト生存者の孫娘に当たる。
トロントの高等学校であるフォレストヒル大学インスティテュートに出席した後、ジャービス大学インスティテュートを卒業。後に、カナダ有数の名門校であるマギル大学で19世紀ロシア文学と20世紀映画産業を学んだ。
妹は作家のローレン・カーシュナーであり、ミア・カーシュナーが主催を務めるNPO組織『I Live Here プロジェクト』にも参加している。

## キャリア

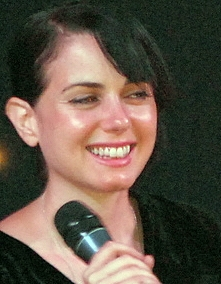
2009年9月のインタビューにて

1989年にドゥニ・アルカン監督のテレビドラマ『新・宇宙戦争～エイリアン・ウォーズ』にジョー役で出演し、14歳で女優デビュー。1993年、18歳の時に『Love and Human Remains』で映画初出演を果たす。翌1994年、アトム・エゴヤン監督・脚本の映画『エキゾチカ』に主演。エキゾチックなダンサー・クリスティーナ役を演じ、高い評価を得る。1996年に『THE CROW/ザ・クロウ』に出演した後、1997年版の『アンナ・カレニーナ』ではエカテリーナ・シチェルバツキー（キティ）を演じた。
人気ドラマ『24 -TWENTY FOUR-』では謎めいたテロリストのマンディ役を演じ、シーズン1・2・4に出演した。
2001年、コメディ映画『Not Another Teen Movie』にキャサリン・ワイラー役で出演。サウンドトラックとして取り上げられたマリリン・マンソンの「Tainted Love」のミュージック・ビデオに同役でカメオ出演。
2002年に「マクシム」誌が発表した「世界で最もホットな女性100人 (Hot 100)」で43位にランクイン。また、同年のMTVムービー・アワードにおいて、『Not Another Teen Movie』で共演したビバリー・ポリシンと共にベスト・キスにノミネートされた。
2004年から2009年まで放送されたテレビドラマ『Lの世界』に主役級のジェニー・シェクター役で出演、全6シーズンが制作される人気ドラマとなった。
2006年には、ブライアン・デ・パルマ監督が4年ぶりにメガホンを取った映画『ブラック・ダリア』に主演。ハリウッドで女優になることを目指すエリザベス・ショート役を演じ、多くの批評家に演技力を称賛された。
2010年、映画『30デイズ・ナイト2: ダーク・デイズ』に主演し、同年、『ヴァンパイア・ダイアリーズ』にイザベル・フレミング役でゲスト出演した。
2011年、サンダンス映画祭で初公開されたカナダ国立映画委員会のウェブ・ドキュメンタリー映画『ベア71』で主人公を演じた。また、モニカ・リッチ・コーサンのジュエリーコレクションの顔になることが発表された。
2012年4月、Syfyの新シリーズ『DEFIANCE/ディファイアンス』に加わることが発表された。
2013年10月、テレビドラマ『ロスト・ガール』シーズン4にゲスト出演することが発表された。
2017年から2019年まで『スタートレック:ディスカバリー』にリカーリング出演。主人公マイケル・バーナムの養母で、スポックの母であるアマンダ・グレイソン役を演じている。2023年の『スタートレック:ストレンジ・ニュー・ワールド』にも同役で出演した。

## 慈善活動
カーシュナーは約7年の制作期間をかけて、2008年10月に『I Live Here』という書籍をアメリカの大手出版社ランダムハウス／パンテオンから出版した。本書は、チェチェン共和国、フアレス、ビルマ、マラウイなどの4つのグループの女性や子どもの強制移住者たちが自らの人生を語った本であり、カーシュナー自身もスリランカやビルマ、タイ、チェチェン共和国、マリ共和国などに訪れ、強制移住者や難民へのヒアリングに基づいたジャーナルを記載している。
カナダの雑誌「アドバスターズ」の元スタッフであるポール・シューブリッジやマイケル・サイモンズ、作家のジェイムズ・マッキノンと共同制作された作品であり、ジョー・サッコやフィービー・グロクナーなどの有名漫画家・グラフィックアーティストが描いたイラストも説明資料として掲載。カーシュナーは本書の執筆および出版作業をドラマ『Lの世界』撮影当初から並行して行っており、印税は国際人権NGOのアムネスティ・インターナショナルに寄付された。
本書の出版後の2009年1月、マサチューセッツ工科大学の国際研究センターはカーシュナーに『I Live Here』に関する4週間の講習の実施を依頼し、招待した。

## 出演作品

### 映画
| 公開年 | 邦題 原題                                                     | 役名                       | 備考       |
| ------ | ------------------------------------------------------------- | -------------------------- | ---------- |
| 1993   | Love and Human Remains                                        | ベニータ                   |            |
| 1993   | Cadillac Girls                                                | ペイジ                     |            |
| 1994   | エキゾチカ Exotica                                            | クリスティーナ             |            |
| 1995   | 告発 Murder in the First                                      | ロセッタ・ヤング           |            |
| 1995   | グラスハープ/草の竪琴 The Grass Harp                          | モード                     |            |
| 1996   | THE CROW/ザ・クロウ The Crow: City of Angels                  | サラ                       |            |
| 1997   | アンナ・カレーニナ Anna Karenina                              | キティ                     |            |
| 1997   | マッド・シティ Mad City                                       | ローリー                   |            |
| 1999   | Speed of Life                                                 | サラ                       |            |
| 1999   | Out of the Cold                                               | デボラ・バーコウィッツ     |            |
| 2000   | James Draminski                                               | ジェームス・ドラミンスキー | 短編映画   |
| 2000   | Innocents                                                     | ドミニク・デンライト       |            |
| 2000   | Cowboys and Angels                                            | キャンディス               |            |
| 2001   | Century Hotel                                                 | ドミニク                   |            |
| 2001   | According to Spencer                                          | メロラ                     |            |
| 2001   | あるあるティーン・ムービー Not Another Teen Movie             | キャサリン・ワイラー       |            |
| 2002   | ベスト・フレンド New Best Friend                              | アリシア・キャンベル       |            |
| 2002   | Now & Forever                                                 | アンジェラ・ウィルソン     |            |
| 2003   | パーティ★モンスター Party Monster                             | ナターシャ                 |            |
| 2005   | The Iris Effect                                               | レベッカ                   |            |
| 2006   | ブラック・ダリア The Black Dahlia                             | エリザベス・ショート       |            |
| 2008   | Miss Conception                                               | クレム                     |            |
| 2010   | 30デイズ・ナイト2: ダーク・デイズ 30 Days of Night: Dark Days | リリス                     | ビデオのみ |
| 2011   | 388                                                           | エイミー・ウォーカー       |            |
| 2012   | デビルズ・フォレスト 悪魔の棲む森 The Barrebs                 | シンシア・ヴィンヤード     |            |
| 2012   | Kiss at Pine Lake                                             | ゾーイ・マクダウェル       |            |
| 2013   | 3シスターズ 幸せの掴み方 I Think I Do                         | ジュリア                   |            |
| 2015   | Never Happened                                                | ローラ                     | 短編映画   |
| 2016   | Milton's Secret                                               | ジェーン・アダムス         |            |
| 2017   | スワッピング 大人の休日 Swinger's Weekend                     | フィオナ                   |            |
| 2021   | クライシス Crisis                                             | スーザン・ライマン         |            |

### テレビ
| 放送年           | 邦題 原題                                                                 | 役名                                   | 備考                                              |
| ---------------- | ------------------------------------------------------------------------- | -------------------------------------- | ------------------------------------------------- |
| 1989             | 新・宇宙戦争〜エイリアン・ウォーズ War of the Worlds                      | ジョー                                 | 第2シーズン第7話「Loving the Alien」              |
| 1990             | Danger Bay                                                                | キャサリン・ウォーカー                 | 第6シーズン第19話「Live Wires」                   |
| 1990-1991        | Dracula: The Series                                                       | ソフィー・メッテルニヒ                 | メインキャスト 全21話に出演                       |
| 1991             | E.N.G                                                                     | リサ・タイマーマン                     | 第2シーズン第20話「Suffer the Little Children」   |
| 1991             | My Secret Identity                                                        | アラナ・ポーター                       | 第3シーズン第14話「My Other Secret Identity」     |
| 1991             | Tropical Heat                                                             | キャシー・ペイジ                       | 第2シーズン第8話「Runaway」                       |
| 1992             | Tropical Heat                                                             | サンディ                               | 第3シーズン第6話「Stranger in Paradise」          |
| 1992             | アー・ユー・アフレイド・オブ・ザ・ダーク? Are You Afraid of the Dark?     | パム / ドラ・ピース                    | 第1シーズン第5話「The Tale of the Hungry Hounds」 |
| 1995             | Johnny's Girl                                                             | エイミー・ロス                         | テレビ映画 メインキャスト                         |
| 2001-2002        | Wolf Lake                                                                 | ルビー・ワイルダー / ケイツ / クリード | メインキャスト 全9話に出演                        |
| 2001, 2002, 2005 | 24 -TWENTY FOUR- 24                                                       | マンディ                               | 計7話に出演                                       |
| 2004-2009        | Lの世界 The L Word                                                        | ジェニー・シェクター                   | メインキャスト 全70話に出演                       |
| 2007             | サイレント・ボイス They Come Back                                         | フェイス・ハーディ                     | テレビ映画 メインキャスト                         |
| 2009             | CSI:ニューヨーク CSI: NY                                                  | デボラ・カーター                       | 第6シーズン第4話「幻の女」                        |
| 2009             | The Cleaner                                                               | エイプリル・メイ                       | 第2シーズン第4話「Does Everybody Have a Drink?」  |
| 2010-2011        | ヴァンパイア・ダイアリーズ The Vampire Diaries                            | イザベル・フレミング                   | 計6話に出演                                       |
| 2013             | 西海岸捜査ファイル グレイスランド Graceland                               | アシカ・パール                         | 第1シーズン第4話「死の選択」                      |
| 2013             | ロスト・ガール Lost Girl                                                  | クリオ                                 | 計3話に出演                                       |
| 2013             | The Surrogacy Trap                                                        | クリスティ・ベネット                   | テレビ映画 メインキャスト                         |
| 2013-2014        | DEFIANCE/ディファイアンス Defiance                                        | ケニヤ・ローズウォーター               | メインキャスト 全38話に出演                       |
| 2015             | BLOODLINE ブラッドライン Bloodline                                        | サラ・レイバーン                       | 計3話に出演                                       |
| 2015             | Reluctant Witness                                                         | エリン・ヴィルヌーヴ                   | テレビ映画 メインキャスト                         |
| 2016             | Real Detective                                                            | マンニーナ                             | 第2シーズン第3話「No One Is Safe」                |
| 2017-2019        | スタートレック:ディスカバリー Star Trek: Discovery                        | アマンダ・グレイソン                   | 計8話に出演                                       |
| 2019             | The College Admissions Scandal                                            | ベサニー・スレイド                     | テレビ映画 メインキャスト                         |
| 2020             | Love, Lights, Hanukkah!                                                   | クリスティーナ                         | テレビ映画 メインキャスト                         |
| 2023             | スタートレック:ストレンジ・ニュー・ワールド Star Trek: Strange New Worlds | アマンダ・グレイソン                   | 第2シーズン第5話「シャレード」                    |

### ゲーム
| 発売年 | タイトル     | 役名     | 備考                                         |
| ------ | ------------ | -------- | -------------------------------------------- |
| 2006   | 24: The Game | マンディ | 声の出演 / 『24 -TWENTY FOUR-』のPS2用ソフト |